# Lineáris B írás
A lineáris B írás egy szótagírás, melyet a mükénéi görög civilizáció használt (kb. i.e. 1450-től néhány évszázadon keresztül). A legtöbb fennmaradt írás Knósszoszból (Kréta szigetéről), illetve Püloszból (a Peloponnészoszi-félszigetről) került elő. A fennmaradt szövegek mükénéi görög nyelvűek, mely a mai görög egy korai változata.
Az írás a lineáris A írásból fejlődött ki, melyet egy korábbi (krétai) civilizáció (a minószinak nevezett) használt.
A rendszer kb. 90 szótagjelet tartalmaz, de ezek mellett egyéb jeleket is használtak, például számok, termékek és mértékek jelzésére. A ránk maradt feliratok kizárólag adminisztratív célokat szolgáltak, tehát történetek, egyéb hosszabb szövegek nem kerültek elő.

## Főbb jellemzők
Az írás balról jobbra, föntről lefelé olvasandó. A szótagjelekből összeállított szavakat általában egy rövid függőleges vonással (vesszővel) választják el egymástól.
A szótagjelek nyílt szótagokat jelölnek, ami azt jelenti, hogy minden szótag magánhangzóra végződik. Vannak csak egyetlen magánhangzóból álló szótagok is. (Csak mássalhangzót jelölő, vagy mássalhangzóra végződő jel nincsen.)
Nem minden szótagjel hangalakja ismert. Kisebb részük teljesen megfejtetlen, más részüknél viszont csak a pontos korabeli kiejtés bizonytalan, körülbelüli tartalma azonban ismert. A jelek latin betűsre való átírásának szabványosítására külön szervezet jött létre (Comité International Permanent des Études Mycéniennes (CIPEM), 1970).
Az ismert szótagjelek 5 féle magánhangzót (a, e, i, o, u) és 12 féle mássalhangzót (d, j, k, m, n, p, q, r, s, t, w, z) tartalmazhatnak. A CV (consonans, vocalis: egy mássalhangzó + egy magánhangzó) szerkezetű lehetséges szótagok száma tehát 12 × 5 = 60. (További 5 jel a V szótagokat, az egyedül álló hangzókat jelöli.) Hat kombinációra nincs biztosan beazonosított szótagjel (ji, ju, qu, wu, zi, zu). Vannak további jelek, melyek tartalmukat tekintve vagy megegyeznek egy másikkal (a-ból, ra-ból 3 féle is van, pu-ból, ro-ból, ta-ból kettő-kettő); vagy összetettebb szótagot jelölnek (au, dwe, dwo, nwa, pte, twe, two). Ezek mellett 16 megfejtetlen szótagjel is létezik.

## Szótagjelek
A szótagjelek az alábbi táblázatban láthatóak.
| Ismert szótagjelek (legegyszerűbb nyílt szótagok) | Ismert szótagjelek (legegyszerűbb nyílt szótagok) | Ismert szótagjelek (legegyszerűbb nyílt szótagok) | Ismert szótagjelek (legegyszerűbb nyílt szótagok) | Ismert szótagjelek (legegyszerűbb nyílt szótagok) | Ismert szótagjelek (legegyszerűbb nyílt szótagok) | Ismert szótagjelek (legegyszerűbb nyílt szótagok) | Ismert szótagjelek (legegyszerűbb nyílt szótagok) | Ismert szótagjelek (legegyszerűbb nyílt szótagok) | Ismert szótagjelek (legegyszerűbb nyílt szótagok) | Ismert szótagjelek (legegyszerűbb nyílt szótagok) |
|                                                   | -a                                                | -a                                                | -e                                                | -e                                                | -i                                                | -i                                                | -o                                                | -o                                                | -u                                                | -u                                                |
| ------------------------------------------------- | ------------------------------------------------- | ------------------------------------------------- | ------------------------------------------------- | ------------------------------------------------- | ------------------------------------------------- | ------------------------------------------------- | ------------------------------------------------- | ------------------------------------------------- | ------------------------------------------------- | ------------------------------------------------- |
|                                                   | 𐀀                                                 | a *08                                             | 𐀁                                                 | e *38                                             | 𐀂                                                 | i *28                                             | 𐀃                                                 | o *61                                             | 𐀄                                                 | u *10                                             |
| d-                                                | 𐀅                                                 | da *01                                            | 𐀆                                                 | de *45                                            | 𐀇                                                 | di *07                                            | 𐀈                                                 | do *14                                            | 𐀉                                                 | du *51                                            |
| j-                                                | 𐀊                                                 | ja *57                                            | 𐀋                                                 | je *46                                            |                                                   |                                                   | 𐀍                                                 | jo *36                                            |                                                   |                                                   |
| k-                                                | 𐀏                                                 | ka *77                                            | 𐀐                                                 | ke *44                                            | 𐀑                                                 | ki *67                                            | 𐀒                                                 | ko *70                                            | 𐀓                                                 | ku *81                                            |
| m-                                                | 𐀔                                                 | ma *80                                            | 𐀕                                                 | me *13                                            | 𐀖                                                 | mi *73                                            | 𐀗                                                 | mo *15                                            | 𐀘                                                 | mu *23                                            |
| n-                                                | 𐀙                                                 | na *06                                            | 𐀚                                                 | ne *24                                            | 𐀛                                                 | ni *30                                            | 𐀜                                                 | no *52                                            | 𐀝                                                 | nu *55                                            |
| p-                                                | 𐀞                                                 | pa *03                                            | 𐀟                                                 | pe *72                                            | 𐀠                                                 | pi *39                                            | 𐀡                                                 | po *11                                            | 𐀢                                                 | pu *50                                            |
| q-                                                | 𐀣                                                 | qa *16                                            | 𐀤                                                 | qe *78                                            | 𐀥                                                 | qi *21                                            | 𐀦                                                 | qo *32                                            |                                                   |                                                   |
| r-                                                | 𐀨                                                 | ra *60                                            | 𐀩                                                 | re *27                                            | 𐀪                                                 | ri *53                                            | 𐀫                                                 | ro *02                                            | 𐀬                                                 | ru *26                                            |
| s-                                                | 𐀭                                                 | sa *31                                            | 𐀮                                                 | se *09                                            | 𐀯                                                 | si *41                                            | 𐀰                                                 | so *12                                            | 𐀱                                                 | su *58                                            |
| t-                                                | 𐀲                                                 | ta *59                                            | 𐀳                                                 | te *04                                            | 𐀴                                                 | ti *37                                            | 𐀵                                                 | to *05                                            | 𐀶                                                 | tu *69                                            |
| w-                                                | 𐀷                                                 | wa *54                                            | 𐀸                                                 | we *75                                            | 𐀹                                                 | wi *40                                            | 𐀺                                                 | wo *42                                            |                                                   |                                                   |
| z-                                                | 𐀼                                                 | za *17                                            | 𐀽                                                 | ze *74                                            |                                                   |                                                   | 𐀿                                                 | zo *20                                            |                                                   |                                                   |

| Jel               | 𐁀       | 𐁁       | 𐂋   | 𐁃   | 𐁄   | 𐁅   | 𐁇   | 𐁆         | 𐁈         | 𐁉         | 𐁊         | 𐁋         | 𐁌   | 𐁍   |
| Átírás            | a2 (ha) | a3 (ai) | au  | dwe | dwo | nwa | pte | pu2 (phu) | ra2 (rya) | ra3 (rai) | ro2 (ryo) | ta2 (tya) | twe | two |
| Bennett számozása | *25     | *43     | *85 | *71 | *90 | *48 | *62 | *29       | *76       | *33       | *68       | *66       | *87 | *91 |

| Jel              | 𐁐   | 𐁑   | 𐁒   | 𐁓   |     | 𐁔   | 𐁕   | 𐁖    | 𐁗   | 𐁘    | 𐀎   | 𐁙   | 𐁚    | 𐁛   | 𐁜   | 𐁝   |
| Átírás           | *18 | *19 | *22 | *34 | *35 | *47 | *49 | pa3? | *63 | swi? | ju? | zu? | swa? | *83 | *86 | *89 |
| Benett számozása | *18 | *19 | *22 | *34 | *35 | *47 | *49 | *56  | *63 | *64  | *65 | *79 | *82  | *83 | *86 | *89 |

## Átírás
A lineáris B szövegeket a Unicode 5.0 szabványosítás óta számítógépes formában is le lehet jegyezni. A tudományos munkákban azonban többnyire latin betűs átírásban szerepelnek.
Az egyes szótagokra a fenti táblázatokban látható jelölést alkalmazzák. A szótagjelek mindig csupa kisbetűvel íródnak. Az ismeretlen vagy erősen vitatott szótagoknál az Emmett L. Bennett által bevezetett számozást használják. (A jel száma előtt egy * karakter szerepel.) Az egyes szótagokat kötőjellel választják el egymástól. A szavakat elválasztó vonás jelzésére a vesszőt használják, de a szavak határát gyakran egy / jellel külön is jelzik. (Ezt akkor is megteszik, ha az eredeti szövegben nem alkalmaztak szóelválasztó jelet.)
A piktogramokat nagybetűs rövidítésükkel (angolul vagy latinul) írják át, a számokat pedig arab számokkal. Egyes gyakran előforduló kifejezéseket (rövidítéseket) aposztrófok közé helyeznek. Sérült táblák esetén a törési helyet a ] vagy [ jelekkel jelzik. (Az első esetben a jel előtti rész hiányzik, míg a másiknál a jel utáni.)

## Egyéb jelek
Nem szótagokat jelölő szimbólumok is vannak a szövegekben. A legelőször említendő a szavakat elválasztó jel. Erre a célra egy rövid függőleges vonalat, tulajdonképpen egy vesszőt használtak. (Átírásban ezt ténylegesen vesszővel szokás jelölni.)
Gyakoriak az ideogrammák, fogalmakat jelölő szimbólumok is, melyek vagy valamilyen terméket, vagy mértéket jelölnek. Ezek sokszor felismerhető rajzok az adott tárgyról. (Például férfi, nő, szarvas, búza, fegyverek, edények stb.)
Ezek közül néhányat a szócikk végén található táblázat tartalmaz.

## Számok
A lineáris B írásos szövegek gyakran tartalmaznak számokat. Ezek tízes számrendszerben íródtak, lejegyzésére külön szimbólumokat használtak. Az 1, 10, 100, 1000, 10000 jelölésére létezett egy-egy jel, és ezeket többszörözve, egymás mellé írva egyszerű összeadással kapható meg a kívánt szám.
Az 1 jele egy függőleges vonal, a 10-é egy vízszintes, kör jelöli a 100-at. Sugaras kör, azaz egy kör, és annak széléről négy irányba kifutó rövid vonal (napsugár) jelenti az 1000-et. Az 1000-es jel közepébe tett vízszintes vonal (tehát egy 10-es) pedig a tízezret.

## Az írás megfejtése
Az első nagyobb mennyiségű lineáris B írásos szöveget 1900-ban találták meg a krétai Knósszosz palota romjainak feltárásakor, melyet a brit Sir Arthur Evans régész vezetett. A romok között több ezer tűzben kiégett cserépdarabot találtak, melyekbe a kiégés előtt rajzolták (karcolták) bele a jeleket. Evans a következő években megállapította, hogy háromféle írásrendszerrel írt táblát talált. Egy piktografikus írást, mely vizuálisan felismerhető jeleket tartalmaz, például bikafej, láb stb. Valamint két másik írásrendszert, melyek kevesebb vonalból álló, nem felismerhető szimbólumokat használnak. Ez utóbbiakat Evans vonalas, vagyis lineáris írásnak hívta. A korábbi régészeti rétegekből előkerülő írástípust lineáris A-nak, a későbbit pedig lineáris B-nek nevezte el.
Az írásokat nem tudták elolvasni, mert a szövegek rendkívül rövidek voltak, és azt sem tudták, milyen nyelven íródhattak. Akkoriban úgy gondolták, hogy a görögök elődei csak körülbelül 500 évvel később jutottak el a mai Görögország területére, így nem tűnt valószínűnek, hogy nyelvük a görög lett volna.
Az írásokról azonban a szövegek elolvasása nélkül is megállapítható volt sok minden. Maga Evans számolta meg először, hogy hányféle jelet tartalmaz a több ezer tábla. Mivel ez 120 körüli értékre jött ki neki, valószínűsíthető volt, hogy szótagokat jelölnek. Hangzóíráshoz ugyanis túl sok a jel (általában 20–40 jelet tartalmaz egy átlagos ábécé), szóíráshoz viszont túl kevés.
Felismerhetőek voltak a számok is, hiszen ez a néhányféle jel általában egymás mellett fordult elő, és csak ezekből volt egymás mellett sok azonos. Mivel maximum kilenc azonos szimbólum szerepelt egymás után, megállapítható volt, hogy tízes számrendszerben gondolkodtak, hiszen a tizedik jelismétlés helyett egy másik szimbólumot használtak. A számjelek állandó leírási sorrendjéből, valamint komplexitásából pedig kikövetkeztethető volt, hogy melyik jel konkrétan melyik számnak felel meg. (Előbb a nagyobb, utána a kisebb helyiértékek. A kisebb számok egyszerűek, a nagyobbak komplexebbek.)
Ezek után már jól látszott, hogy a fennmaradt szövegek adminisztratív adatokat tartalmaznak, hiszen legtöbbször azonos szerkezetben, szinte táblázatszerűen voltak rendezve. Egy néhány szavas kifejezés után egy piktogram, majd egy számérték szerepelt a táblákon. Sok táblán csak egyetlen (több szótagból álló) szó volt, melyet a szóelválasztó jel után már csak egyetlen szótagjel követett (a piktogram és a számérték előtt), itt ez az egyetlen szótagjel valószínűleg rövidítésként funkcionált. Feltételezhető volt, hogy a táblák sokszor neveket vagy helyneveket tartalmaznak, tehát teljes mondatot, nyelvtanilag értékelhető kifejezést nagyon ritkán. Nagyon sok tábla ráadásul csak töredékesen maradt fenn, az írás megfejtése, elolvasása ezért reménytelennek látszott.
1939-ben azonban egy Krétán kívüli, a görög szárazföldön zajló ásatáson, Püloszban is találtak kb. 600 lineáris B írással írt táblát (vagy töredéket). Ugyan ezek is hasonlóan rövid, adminisztratív szövegek voltak, mégis nagyobb mennyiségű információ állt már rendelkezésre. Ezek alapján Alice Kober újabb lépést tett meg a szövegek megértése felé. Táblázatba rendezte az azonos kezdetű, de különböző végződésű szavakat, és így sikerült megállapítania néhány jelről, hogy azok azonos magánhangzóra végződnek, vagy azonos mássalhangzóval kezdődnek. Azt viszont nem tudta megmondani, melyikkel. Kobernek az volt az elve, hogy ismeretlen írás és ismeretlen nyelv esetén a nyelv belső szerkezetére irányuló kérdéseket kell feltenni: jelöli-e a többes számot, jelöli-e a nemeket, ragozó nyelv-e vagy elszigetelő stb. Táblázatai arra engedtek következtetni, hogy a lineáris B írást flektáló nyelv lejegyzésére használták.
A megfejtés végül az építész végzettségű Michael Ventrisnek sikerült 1952-ben. Kober módszerét kibővítve, és néhány előzetes feltételezéssel sikerült megfeleltetnie a szótagjeleket a megfelelő szótagoknak. Munkájába később az ógörög nyelvészetben járatos John Chadwicket is bevonva sikerült bebizonyítaniuk, hogy a szövegek görög nyelven íródtak.
Ventris azért tételezhette fel, hogy a szövegek görög nyelven íródtak, mert már nem csak Krétán, hanem a görög szárazföldön is találtak ilyen írásokat. Valamint észrevették, hogy a sokkal későbbi ciprusi szótagírás egyes jelei is nagyon hasonlóak a lineáris B íráshoz (bár csak a jelek 10%-a), és a ciprusi szótagírás is görög nyelven íródott. Ventris felfedezésével jelentősen módosult a görög korai történelemre vonatkozó tudományos kép. (Korábban azt gondolták, hogy a görögök bejövetele előtti volt a görög szárazföldön létesült Mükénéi civilizáció.) Az is kiderült, hogy ez a Mükénéi civilizáció a krétai (Evans által utólag) Minoszinak nevezett civilizációt megdöntve, bár fejlettebb kultúráját megtartva, írását átvéve lett a térség meghatározó kultúrájává.

## Az írás hordozója
Az általunk ismert lineáris B írásos szövegek agyagtáblákon maradtak fenn. Ezekre oly módon írtak, hogy a nedves agyagtáblába valamilyen íróeszközzel bemélyítéseket alkotva belerajzolták a szöveget, majd az agyagtáblát napon kiszárították. Más kultúrákban az agyagtáblákat általában kemencében kiégették, így sokkal tartósabb, kőszerű táblák készíthetők. Mivel a lineáris B írás készítői ezt nem tették meg, ezek az írások nem maradhattak volna fenn évezredeken keresztül a földben. Így ma csak azokat az írásokat ismerjük, melyek véletlenül tűz martalékaivá lettek: a tárolóhelyükül szolgaló épületeket, a palotákat valószínűleg felgyújtották. Nem lehetetlen, hogy más, kevésbé tartós anyagra (papíruszra, bőrre) is írtak ilyen írással, ezek a hordozók azonban a nedves görög területeken nem maradtak fenn. (Máshol, a száraz egyiptomi homokban viszont a papíruszok is fenn tudnak maradni.)
Az alábbi listán az eddig megtalált lineáris B írásos táblák szerepelnek, megtalálási helyük szerint csoportosítva. A táblákat azonosító jelekkel látják el, melyek első két betűje a megtalálási hely rövidítése. (Sok felsorolásban eltérő számok szerepelnek, mert hol a töredékek számát veszik figyelembe, hol azt, hogy ezen töredékek hány táblát alkothattak eredetileg.)
- KN Knósszosz (Kréta):  kb. 4360 tábla (a lineáris A írásos táblákon kívül)
- PY Pülosz (Peloponnészoszi-félsziget): 1087 tábla
- TH Thébai (görög szárazföld): 99 tábla + 238 db. 2002-ben publikált tábla
- MY Mükéné (Peloponnészoszi-félsziget): 73 tábla
- TI Tirünsz (Peloponnészoszi-félsziget): 27 tábla
- KH Khania (Kréta): 4 tábla
- 170 db egyéb felirat edényeken

## Nehézségek
Mint a korábbiakból látszik, az írás csupán nyílt szótagokat tartalmaz. Mássalhangzóra végződő szavakat így nem lehet vele tökéletesen lejegyezni. Mivel a görög nyelvben nagyon gyakori az „-sz” végződés, általában nem okoz gondot, ha az utolsó hang jelölése elmarad. (Ugyanez a helyzet a szó végi „-n” és „-r” hanggal; a görögben csak ez a három mássalhangzó fordulhat elő ezen a pozíción.) További probléma, hogy a mássalhangzó-torlódást sem lehet maradéktalanul leírni. Ezért sokszor egy plusz szótagot szúrnak be, amely a kívánt mássalhangzót tartalmazza, de egy felesleges magánhangzóval együtt. (Knósszoszt például ko-no-so formában írták.) Mindezek miatt sokszor nem egyértelműen olvasható el egy szöveg, hiszen ugyanazt többféle módon is írni lehet, illetve több különböző szó írásmódja is lehet azonos. Ezt az olvasási bizonytalanságot tovább súlyosbítja a szövegek rövidsége, a rövidítések alkalmazása, valamint az, hogy a nyelv egy korábbi nyelvi állapotban van a későbbi (jobban ismert) klasszikus göröghöz képest.
Az írás egyéb szempontból sem adja vissza tökéletesen az archaikus görög nyelvet. Nem különbözteti meg a hosszú és rövid hangzókat, de még a zöngés és zöngétleneket sem, és hasonló a helyzet a hehezetes és hehezet nélküli mássalhangzókkal is. (Pontosabban szólva a nyelv leírás fejlődésnek ebben a korai időszakában még nem differenciálódott ezen hangok képzésmódjának lejegyzésmódja.) Így például a g hangot a k-val helyettesíti, a ph-t p-vel, tehát a nyelv több hangzóját nem ábrázolja. A kettős magánhangzókat sem jelöli (pl. az o lehet oi is). Mindezeken túl a későbbi görög írásban jelölt hangsúly sem jelezhető az írásban.

## Fontosabb ideogrammák listája
| Jel                    | Unicode kód | Bennett számozása | CIPEM kód                | Magyarul                                            |
| ---------------------- | ----------- | ----------------- | ------------------------ | --------------------------------------------------- |
| Emberek és állatok     |             |                   |                          |                                                     |
|                        | U+10080     | 100 A-            | VIR vir                  | férfi                                               |
|                        | U+10081     | 102 A-            | MUL mulier               | nő                                                  |
|                        | U+10082     | 104 Cn            | CERV cervus              | szarvas                                             |
| 𐂃                      | U+10083     | 105 Ca S-         | EQU equus                | ló                                                  |
| 𐂄                      | U+10084     | 105 Ca            | EQUf                     | kanca                                               |
| 𐂅                      | U+10085     | 105 Ca            | EQUm                     | csődör                                              |
| 𐀥                      | U+10025     | 106 QI *21        | OVIS ovis                | juh                                                 |
| 𐀥                      |             | WE *75            | we-ka-ta (busz) ergatész | (ökör-)hajcsár                                      |
| 𐂆                      | U+10086     | 106b C- D-        | OVISf                    | jerke                                               |
| 𐂇                      | U+10087     | 106a C- D-        | OVISm                    | kos                                                 |
| 𐁒                      | U+10052     | 107 RA *22        | CAP capra                | kecske                                              |
| 𐂈                      | U+10088     | 107b C- Mc        | CAPf                     | nőstény kecske                                      |
| 𐂉                      | U+10089     | 107a C-           | CAPm                     | bakkecske                                           |
| 𐁂                      | U+10042     | 108 AU *85 C-     | SUS sus                  | disznó                                              |
| 𐂊                      | U+1008A     | 108b C-           | SUSf                     | koca                                                |
| 𐂋                      | U+1008B     | 108a C-           | SUSm                     | kandisznó                                           |
| 𐀘                      | U+10018     | 109 MU *23 C-     | BOS bos                  | szarvasmarha                                        |
| 𐂌                      | U+1008C     | 109b C-           | BOSf                     | tehén                                               |
| 𐂍                      | U+1008D     | 109a C-           | BOSm                     | ökör/bika                                           |
| Mértékek               |             |                   |                          |                                                     |
|                        |             | 110               | Z kotülé                 | csésze, térfogategység (száraz anyag vagy folyadék) |
|                        |             | 111               | V khoinix                | térfogategység, száraz anyag                        |
|                        |             | 112               | T                        | térfogategység, száraz anyag                        |
|                        |             | 113               | S                        | térfogategység, folyadék                            |
|                        |             | 114               |                          | súlyegység                                          |
|                        |             | *21               |                          | súlyegység                                          |
|                        |             | *2                |                          | súlyegység                                          |
|                        |             | 115               | P                        | súlyegység                                          |
|                        |             | 116               | N                        | súlyegység                                          |
|                        |             | 117               | M dimnaion               | kettős mina, súlyegység                             |
|                        |             | 118               | L talanton               | talentum, súlyegység                                |
|                        |             | *72 G-            |                          | köteg?                                              |
|                        |             | *74 S-            |                          | pár                                                 |
|                        |             | *15 S-            |                          | darab                                               |
|                        |             | *61               |                          | hiány                                               |
| Száraz anyagok mértéke |             |                   |                          |                                                     |
| 𐂎                      | U+1008E     | 120 E- F-         | GRA granum               | búza                                                |
| 𐂏                      | U+1008F     | 121 F-            | HORD hordeum             | árpa                                                |
| 𐂐                      | U+10090     | 122 F- U-         | OLIV oliva               | oliva                                               |
| 𐀛                      | U+1001B     | NI *30 F          | FICUS                    | füge                                                |
| 𐀎                      | U+1000E     | *65               | FARINA                   | liszt (gabonaféle)                                  |
| 𐂑                      | U+10091     | 123 G- Un         | AROM aroma               | fűszer                                              |
|                        |             | KO *70 G-         |                          | koriander                                           |
| 𐀭                      | U+1002D     | SA *31 G-         |                          | szezámfű                                            |
|                        |             | KU *81 G-         |                          | kömény                                              |
|                        |             | SE *9 G-          |                          | zeller                                              |
|                        |             | MA *80 G-         |                          | ánizs                                               |
|                        |             | 124 G-            | PYC                      | papirusznád                                         |
| 𐂒                      | U+10092     | 125 F-            | CYP                      | papirusznád?                                        |
|                        |             | 126 F-            | CYP+KU                   | papírusznád+ku                                      |
| 𐂓                      | U+10093     | 127 Un            | KAPO                     | gyümölcs?                                           |
| 𐂔                      | U+10094     | 128 G-            | KANAKO                   | pórsáfrány                                          |
| Edények                |             |                   |                          |                                                     |
| 𐃟                      | U+100DF     | 200               | sartago                  | serpenyő                                            |
| 𐃠                      | U+100E0     | 201               | TRI tripusz              | háromlábú üst                                       |
| 𐃡                      | U+100E1     | 202               | poculum                  | serleg                                              |
| 𐃢                      | U+100E2     | 203               | urceus                   | (boros) korsó?                                      |
| 𐃣                      | U+100E3     | 204 Ta            | hirnea                   | vizeskancsó                                         |
| 𐃤                      | U+100E4     | 205 K Tn          | hirnula                  | korsó                                               |
| 𐃥                      | U+100E5     | 206               | HYD hydria               | hüdria                                              |
| 𐃦                      | U+100E6     | 207               |                          | háromlábú amfora                                    |
| 𐃧                      | U+100E7     | 208               | PAT patera               | csésze                                              |
| 𐃨                      | U+100E8     | 209               | AMPH amphora             | amfora                                              |
| 𐃩                      | U+100E9     | 210               |                          | kengyeles palack                                    |
| 𐃪                      | U+100EA     | 211               |                          | vizes edény?                                        |
| 𐃫                      | U+100EB     | 212               | SIT situla               | szitula, vizes korsó?                               |
| 𐃬                      | U+100EC     | 213               | LANX lanx                | főzőedény                                           |
| Bútorok                |             |                   |                          |                                                     |
| 𐃄                      | U+100C4     | 220 Ta            | scamnum                  | zsámoly                                             |
| 𐃅                      | U+100C5     | 225               | ALV alveus               | medence                                             |
| Fegyverek              |             |                   |                          |                                                     |
| 𐃆                      | U+100C6     | 230 R             | HAS hasta                | lándzsa                                             |
| 𐃇                      | U+100C7     | 231 R             | SAG sagitta              | nyíl                                                |
| 𐃈                      | U+100C8     | 232 Ta            | *232                     | ?                                                   |
| 𐃉                      | U+100C9     | 233 Ra            |                          | tőr                                                 |
| 𐃊                      | U+100CA     | 234               | GLA gladius              | kard                                                |
| Harci kocsik           |             |                   |                          |                                                     |
| 𐃌                      | U+100CC     | 240 Sc            | BIG biga                 | harci szekér                                        |
| 𐃍                      | U+100CD     | 241 Sd Se         | CUR currus               | harci kocsi, kerék nélkül                           |
| 𐃎                      | U+100CE     | 242 Sf Sg         | CAPS capsus              | harci kocsi váz                                     |
| 𐃏                      | U+100CF     | 243 Sa So         | ROTA rota                | kerék                                               |